# Démographie du Cantal
La démographie du Cantal est caractérisée par une faible densité et une population vieillissante, en décroissance quasi-continue depuis 1830.
Avec ses 144 399 habitants en 2022, le département français du Cantal se situe en 97e position sur le plan national.
En six ans, de 2015 à 2021, sa population a diminué de près de 2 000 unités, c'est-à-dire de plus ou moins 330 personnes par an. Mais cette variation est différenciée selon les 246 communes que comporte le département.
La densité de population du Cantal, 25,2 habitants par kilomètre carré en 2022, est quatre fois inférieure à celle de la France entière qui est de 107,1 hab./km2 pour la même année.

## Évolution démographique du département du Cantal
Le département a été créé par décret du 4 mars 1790. Il comporte alors quatre districts (Mauriac, Murat, Saint-Flour, Aurillac) et vingt cantons. Le premier recensement sera réalisé en 1791 et ce dénombrement, reconduit tous les cinq ans à partir de 1821, permettra de connaître plus précisément l’évolution des territoires.
Avec 258 594 habitants en 1831, le département représente 0,79 % de la population française, qui est alors de 32 569 000 habitants. De 1831 à 1866, il va perdre 20 600 habitants, soit une baisse de 0,23 % en moyenne par an, contre une croissance de 0,48 % au niveau national sur cette même période.
La décroissance démographique se poursuit entre la Guerre franco-prussienne de 1870 et la Première Guerre mondiale avec une perte de 8 506 habitants, soit une baisse de -3,67 % alors que la population croît au niveau national de 10 %. Une nouvelle baisse de 4,27 % est constatée pour la période de l’entre-deux guerres courant de 1921 à 1936 alors qu’elle croit au niveau national de 6,9 % pour la France entière.
Enfin alors que les autres départements français connaissent un essor démographique après la Deuxième Guerre mondiale, le Cantal va encore perdre 20,22 % de sa population entre 1946 et 2007 alors qu’elle croît de 57 % au niveau national.
À partir de 2006, le déclin démographique persiste malgré un regain d’attractivité. En effet, si le déficit naturel est toujours présent, depuis le début des années 2000, le Cantal attire de nouveaux habitants.
En 2022, le département comptait 144 399 habitants, en évolution de −1,08 % par rapport à 2016 (France hors Mayotte : +2,11 %).
| 1791    | 1801    | 1806    | 1821    | 1826    | 1831    | 1836    | 1841    | 1846    |
| ------- | ------- | ------- | ------- | ------- | ------- | ------- | ------- | ------- |
| 239 972 | 220 304 | 251 436 | 252 100 | 262 013 | 258 594 | 262 117 | 257 423 | 255 479 |

| 1851    | 1856    | 1861    | 1866    | 1872    | 1876    | 1881    | 1886    | 1891    |
| ------- | ------- | ------- | ------- | ------- | ------- | ------- | ------- | ------- |
| 253 329 | 247 665 | 240 523 | 237 994 | 231 867 | 231 086 | 236 190 | 241 742 | 239 601 |

| 1896    | 1901    | 1906    | 1911    | 1921    | 1926    | 1931    | 1936    | 1946    |
| ------- | ------- | ------- | ------- | ------- | ------- | ------- | ------- | ------- |
| 234 382 | 230 511 | 228 690 | 223 361 | 199 402 | 196 999 | 193 505 | 190 888 | 186 843 |

| 1954    | 1962    | 1968    | 1975    | 1982    | 1990    | 1999    | 2006    | 2011    |
| ------- | ------- | ------- | ------- | ------- | ------- | ------- | ------- | ------- |
| 177 065 | 172 977 | 169 330 | 166 549 | 162 838 | 158 723 | 150 778 | 149 682 | 147 577 |

| 2016    | 2021    | 2022    | - | - | - | - | - | - |
| ------- | ------- | ------- | - | - | - | - | - | - |
| 145 969 | 144 226 | 144 399 | - | - | - | - | - | - |

## Population par divisions administratives

### Arrondissements
Le département du Cantal comporte trois arrondissements. La population se concentre principalement sur l'arrondissement d'Aurillac, qui recense 57 % de la population totale du département en 2022, avec une densité de 42,8 hab./km2, contre 25 % pour l'arrondissement de Saint-Flour et 17 % pour celui de Mauriac.
| Arrondissement  | Population(2022) | Variation(2022/2016)                       | Superficie(km2) | Densité(hab./km2) |
| --------------- | ---------------- | ------------------------------------------ | --------------- | ----------------- |
| Aurillac        | 82 808           | en évolution de +0,51 % par rapport à 2016 | 1 936,9         | 42,8              |
| Saint-Flour     | 36 601           | en évolution de −2,91 % par rapport à 2016 | 2 510,6         | 14,6              |
| Mauriac         | 24 990           | en évolution de −3,44 % par rapport à 2016 | 1 278,5         | 19,5              |
| Source : Insee. |                  |                                            |                 |                   |

### Communes de plus de2 000 habitants
Sur les 250 communes que comprend le département du Cantal, neuf ont en 2021 une population municipale supérieure à 2 000 habitants, trois ont plus de 5 000 habitants et une a plus de 10 000 habitants : Aurillac.
Les évolutions respectives des communes de plus de 2 000 habitants sont présentées dans le tableau ci-après.
| Commune           | Population(2022) | Variation(2022/2016)                       | Superficie(km2) | Densité(hab./km2) |
| ----------------- | ---------------- | ------------------------------------------ | --------------- | ----------------- |
| Aurillac          | 26 189           | en évolution de +0,91 % par rapport à 2016 | 28,76           | 910,6             |
| Saint-Flour       | 6 390            | en évolution de −1,75 % par rapport à 2016 | 27,14           | 235,4             |
| Arpajon-sur-Cère  | 6 363            | en évolution de +1,6 % par rapport à 2016  | 47,67           | 133,5             |
| Ytrac             | 4 316            | en évolution de +1,65 % par rapport à 2016 | 38,37           | 112,5             |
| Mauriac           | 3 503            | en évolution de −4,47 % par rapport à 2016 | 27,61           | 126,9             |
| Riom-ès-Montagnes | 2 403            | en évolution de −4,64 % par rapport à 2016 | 46,48           | 51,7              |
| Naucelles         | 2 164            | en évolution de +8,42 % par rapport à 2016 | 11,69           | 185,1             |
| Maurs             | 2 131            | en évolution de −1,52 % par rapport à 2016 | 30,84           | 69,1              |
| Jussac            | 2 040            | en évolution de +1,19 % par rapport à 2016 | 18,43           | 110,7             |
| Source : Insee.   |                  |                                            |                 |                   |

## Structures des variations de population

### Soldes naturel et migratoire sur la période 1968-2021
La variation moyenne annuelle reste négative depuis les années 1970 autour de -0,3 %. 
Le solde naturel annuel, qui est la différence entre le nombre de naissances et le nombre de décès enregistrés au cours d'une même année, est devenu négatif à partir de 1975, passant de 0,2 à −0,7 % La forte baisse du taux de natalité, qui diminue presque de moitié en passant de 14,8 à 7,4 ‰, n'est pas compensée par une baisse du taux de mortalité, qui passe de 12,7 à 14,4 ‰.
Le flux migratoire, qui devient positif à partir des années 2000, passant de −0,4 à 0,5 %, ne suffit cependant pas à pallier la baisse du solde naturel.
| Indicateurs démographiques                       | 1968 à1975 | 1975 à1982 | 1982 à1990 | 1990 à1999 | 1999 à2010 | 2010 à2015 | 2015 à2021 |
| ------------------------------------------------ | ---------- | ---------- | ---------- | ---------- | ---------- | ---------- | ---------- |
| Variation annuelle moyenne de la population en % | -0,2       | -0,3       | -0,3       | -0,6       | -0,2       | -0,3       | -0,2       |
| - due au solde naturel en %                      | 0,2        | -0,1       | -0,2       | -0,4       | -0,3       | -0,5       | -0,7       |
| - due au solde apparent des entrées sorties en % | -0,4       | -0,2       | -0,1       | -0,2       | 0,2        | 0,2        | 0,5        |
| Taux de natalité en ‰                            | 14,8       | 11,9       | 10,6       | 8,8        | 9,2        | 8,5        | 7,4        |
| Taux de mortalité en ‰                           | 12,7       | 12,9       | 12,6       | 12,3       | 12,6       | 13,4       | 14,4       |
| Source : Insee.                                  |            |            |            |            |            |            |            |

### Mouvements naturels sur la période 2014-2022
En 2014, 1 214 naissances ont été dénombrées contre 1 973 décès. Le nombre annuel des naissances a diminué depuis cette date, passant à 1 033 en 2022, indépendamment à une augmentation, mais relativement faible, du nombre de décès, avec 2 186 en 2022. Le solde naturel est ainsi négatif et diminue, passant de -759 à −1 153.
Pour des raisons techniques, il est temporairement impossible d'afficher le graphique qui aurait dû être présenté ici.

## Densité de population
La densité de population est en diminution depuis 1968.
En 2021, la densité était de 25,2 hab./km2.
| 1968 |  | 29.6 |  |

| 1975 |  | 29.1 |  |

| 1982 |  | 28.4 |  |

| 1990 |  | 27.7 |  |

| 1999 |  | 26.3 |  |

| 2010 |  | 25.9 |  |

| 2015 |  | 25.5 |  |

| 2021 |  | 25.2 |  |

## Répartition par sexes et tranches d'âges
La population du département est plus âgée qu'au niveau national.
En 2021, le taux de personnes d'un âge inférieur à 30 ans s'élève à 26,5 %, soit en dessous de la moyenne nationale (35,1 %). À l'inverse, le taux de personnes d'âge supérieur à 60 ans est de 36,6 % la même année, alors qu'il est de 26,6 % au niveau national.
En 2021, le département comptait 70 526 hommes pour 73 700 femmes, soit un taux de 51,10 % de femmes, légèrement inférieur au taux national (51,61 %).
Les pyramides des âges du département et de la France s'établissent comme suit.
| Hommes | Classe d’âge | Femmes |
| ------ | ------------ | ------ |
| 1,2    | 90 ou +      | 3,1    |
| 10,1   | 75-89 ans    | 13,5   |
| 22,9   | 60-74 ans    | 22,6   |
| 21,8   | 45-59 ans    | 20,5   |
| 16,1   | 30-44 ans    | 15,2   |
| 13,8   | 15-29 ans    | 11,9   |
| 14,2   | 0-14 ans     | 13,3   |

| Hommes | Classe d’âge | Femmes |
| ------ | ------------ | ------ |
| 0,7    | 90 ou +      | 1,9    |
| 7,0    | 75-89 ans    | 9,5    |
| 16,6   | 60-74 ans    | 17,5   |
| 20,0   | 45-59 ans    | 19,5   |
| 18,8   | 30-44 ans    | 18,3   |
| 18,3   | 15-29 ans    | 16,7   |
| 18,6   | 0-14 ans     | 16,7   |

## Répartition par catégories socioprofessionnelles
La catégorie socioprofessionnelle des retraités est surreprésentée par rapport au niveau national. Avec 36,6 % en 2021, elle est 9,8 points au-dessus du taux national (26,8 %). La catégorie socioprofessionnelle des cadres et professions intellectuelles supérieures est quant à elle sous-représentée par rapport au niveau national. Avec 4,4 % en 2021, elle est 5,7 points en dessous du taux national (10,1 %).
| Catégorie socioprofessionnelle                    | 2015    | 2015 | 2021    | 2021 | Détails de l'année 2021 | Détails de l'année 2021 | Détails de l'année 2021            | Détails de l'année 2021            | Détails de l'année 2021            |
| Catégorie socioprofessionnelle                    | Nb      | %    | Nb      | %    | Hommes                  | Femmes                  | Part en % de la population âgée de | Part en % de la population âgée de | Part en % de la population âgée de |
| Catégorie socioprofessionnelle                    | Nb      | %    | Nb      | %    | Hommes                  | Femmes                  | 15 à 24 ans                        | 25 à 54 ans                        | 55 ans ou +                        |
| ------------------------------------------------- | ------- | ---- | ------- | ---- | ----------------------- | ----------------------- | ---------------------------------- | ---------------------------------- | ---------------------------------- |
| Agriculteurs exploitants                          | 6 232   | 5,0  | 5 943   | 4,8  | 4 425                   | 1 517                   | 1,5                                | 7,3                                | 3,5                                |
| Artisans, commerçants, chefs d'entreprise         | 4 885   | 3,9  | 5 241   | 4,2  | 3 621                   | 1 621                   | 0,5                                | 7,6                                | 2,4                                |
| Cadres et professions intellectuelles supérieures | 4 876   | 3,9  | 5 513   | 4,4  | 2 994                   | 2 519                   | 0,6                                | 8,6                                | 2,0                                |
| Professions intermédiaires                        | 13 263  | 10,6 | 13 648  | 11,0 | 6 151                   | 7 497                   | 9,2                                | 21,2                               | 3,6                                |
| Employés                                          | 20 127  | 16,1 | 18 811  | 15,1 | 4 145                   | 14 666                  | 16,1                               | 26,3                               | 6,5                                |
| Ouvriers                                          | 16 316  | 13,0 | 14 831  | 11,9 | 11 799                  | 3 032                   | 16,4                               | 21,4                               | 3,8                                |
| Retraités                                         | 45 995  | 36,7 | 45 475  | 36,6 | 21 289                  | 24 186                  | 0,0                                | 0,2                                | 71,2                               |
| Autres personnes sans activité professionnelle    | 13 598  | 10,9 | 14 944  | 12,0 | 5 934                   | 9 010                   | 55,8                               | 7,4                                | 6,9                                |
| Ensemble                                          | 125 292 | 100  | 124 406 | 100  | 60 358                  | 64 048                  | 100                                | 100                                | 100                                |
| Sources : Insee,.                                 |         |      |         |      |                         |                         |                                    |                                    |                                    |